# Лисовицька сільська рада
Лисовицька сільська рада — орган місцевого самоврядування у Стрийському районі Львівської області. Адміністративний центр — село Лисовичі.

## Загальні відомості
Водоймища на території, підпорядкованій даній раді: річки Сукіль, Бережниця.

## Населені пункти
Сільській раді підпорядковані населені пункти:
- с. Лисовичі
- с. Баня Лисовицька

## Склад ради
Рада складається з 20 депутатів та голови.

### Керівний склад попередніх скликань
| ПІБ                        | Основні відомості                                   | Дата обрання | Дата звільнення |
| -------------------------- | --------------------------------------------------- | ------------ | --------------- |
| Олійник Василь Миколайович | Сільський голова, 1959 року народження, освіта вища | 26.03.2006   | 31.10.2010      |
| Олійник Василь Миколайович | Сільський голова, 1959 року народження, освіта вища | 31.10.2010   |                 |

Примітка: таблиця складена за даними джерела